# Gurania inaequalis
Gurania inaequalis är en gurkväxtart som beskrevs av Célestin Alfred Cogniaux. Gurania inaequalis ingår i släktet Gurania och familjen gurkväxter. Inga underarter finns listade i Catalogue of Life.